# Dodge Nitro
La Dodge Nitro è un SUV di medie dimensioni prodotta dal 2006 al 2011 dalla Dodge, casa automobilistica americana parte del gruppo Chrysler.

## Il contesto
È stata presentata nel Febbraio 2006 al Chicago Auto Show, e condivide gran parte dei componenti con la versione 2008 della Jeep Cherokee. È assemblata al Toledo North Assembly Plant di Toledo nello stato dell'Ohio.
La Dodge Nitro è destinata a competere con SUV di medie dimensioni come il Nissan X-Trail, la Suzuki Grand Vitara, Chevrolet Captiva e Opel Antara e Toyota FJ Cruiser, e anche con compatte crossover come la Toyota RAV4 o la Honda CR-V.
La produzione della Nitro è iniziata nell'agosto 2006 e le vendite negli USA nel settembre 2006 in Italia e nel resto d'Europa la commercializzazione è arrivata un anno dopo.
In Italia è disponibile con 2 motori: un motore a benzina 4,0 V6 da 260 CV / 191 kW con 360 N·m di coppia massima e un più economico motore diesel 2,8 CRD da 177 CV e una coppia di 410 N·m.
Le velocità massime sono rispettivamente di 202 km/h e 182 km/h, mentre l'accelerazione da 0 a 100 km/h è di 8,5 secondi per la versione a benzina e 10,5 secondi per la versione diesel.
La sua produzione è cessata il 16 dicembre 2011.

## Caratteristiche tecniche
| Modello     | Motore                  | Emissioni CO2 (g/kg) | Potenza                          | Coppia                 | Accelerazione 0-100 km/h s | Velocità massima (km/h)    | Consumo medio (km/l) |
| ----------- | ----------------------- | -------------------- | -------------------------------- | ---------------------- | -------------------------- | -------------------------- | -------------------- |
| 4.0 V6 24V  | V6 Benzina              | 274                  | 191 Kw (260 cv)a 6000 giri/min   | 360 Nm @ 4000 giri/min | 8,5                        | 202                        | 8.6                  |
| 2.8 CRD 16v | 4 cilindri turbo diesel | 228                  | 130 KW (177 cv) a 3.800 giri/min | 410 Nm @ 2800 giri/min | 10.5                       | 180/ 182 cambio automatico | 10.6                 |